# LEE (レトルトカレー)
LEE（リー）は、江崎グリコが製造・販売するレトルトカレー商品である。
1986年に発売された辛口派のための欧風ビーフカレーであり、発売以来「辛くて旨いカレー」を追求し続けている。現在は激辛カレーの代表格として知られている。一般的な基準からして常軌を逸した辛さを誇るが、カルト的な人気を獲得したためロングセラーとなっている。一般的な小売店で日常的に販売されており、入手が容易である。
商品名を“LEE”とした理由について、単語そのものには意味はなく、“当時の担当者が商品名を考える際にビーフカリーから連想して「リー」とすることに決めた”、“試食をした時にその辛さから思わず「かりぃ（辛い）」と言ったこと”の2点を挙げ、その力強い響きにLEEという字を当てたと説明している。

## 歴史
1986年の発売当時は、イメージキャラクターにブルース・リーを使用していた。初めて「辛さ×○○倍」という表記を採用。ただ辛いだけではなく「旨さ」を備え、これが他の辛口カレーと異なるところである。
毎年夏限定で通常よりも辛い製品（×30倍。2014年版までは15倍相当の辛さ増強スパイスが付いていた）が発売されている。2020年5月から2021年4月にかけて1000倍分相当の辛旨増強ソース(辛さ3倍分ソース×334個)+LEE3個セットのプレゼントキャンペーンを実施。

## 商品ラインナップ
- 辛さ×10倍
- 辛さ×20倍
  - 1986年 近畿地区先行販売
  - 1987年 全国販売
  - 1991年 ヤラピノ＆グレービーソース
  - 1994年 具材を増量
  - 1996年 ガラムマサラ
  - 1998年 ロゴ変更
  - 1999年 ビーフ＆マッシュルーム
  - 2000年 2000年記念パッケージ(×20倍)インターネット限定販売
  - 2001年 ロゴ変更
  - 2008年 焙煎唐辛子。具材がビーフのみに変更
  - 2009年 「W焙煎」唐辛子&黒胡椒。内容量を210gから200gに変更
  - 2010年 内容量180gに変更(LEEに限らずレトルトカレー業界全体の流れであった)
  - 2012年 辛さ×5倍が終売
  - 2015年 「うまさ広がるスパイス」粗挽き唐辛子
  - 2016年 40数種スパイスの深いコク。ロゴ上の「カライ、カライ、カライ、うまい」が「スパイスで極めた旨さ」に変更
  - 2024年 3種唐辛子のブレンド＆40数種スパイス配合。ロゴが変更され、先代のキャッチコピーが「カライ、カライ、カライ、旨い!」として復活。
- 辛さ×30倍（毎年夏に限定発売）
  - 1987年 販売開始
  - 1996年 夏季限定で販売再開
  - 2000年版　10倍相当の辛さ増強スパイス付
  - 2005年版 「赤いLEE」バーズアイ、ハバネロ、天鷹、益都の4種をブレンド（10倍相当の辛さ増強スパイス付）
  - 2006年版 「見た目に辛い!丸ごと唐辛子入り」天鷹（10倍相当の辛さ増強スパイス付）
  - 2007年版 「丸ごと1本青唐辛子入り」韓国産青唐辛子青陽（10倍相当の辛さ増強スパイス付）
  - 2008年版 「あのハバネロを超えた唐辛子!」ブート・ジョロキア（15倍相当の辛さ増強スパイス付）
  - 2009年版 「アマゾンの激辛唐辛子」ピメンタ・デ・シェイロ（15倍相当の辛さ増強スパイス付）
  - 2010年版 「灼熱のアフリカン唐辛子襲来!!」マラウイ共和国産バーズアイ（15倍相当の辛さ増強スパイス付）。日清のとんがらし麺との「激辛の競演inアフリカ」コラボレーション商品
  - 2011年版 「ジョロキア再来！」バングラデシュ産ブート・ジョロキア（15倍相当の辛さ増強スパイス付）
  - 2012年版 「魅せろ！日本の底力！！」日本産黄金唐辛子（15倍相当の辛さ増強スパイス付）
  - 2013年版 「これは凄いぜ！！」トリニダード・スコーピオン・ブッチ・テイラー（15倍相当の辛さ増強スパイス付）
  - 2014年版 「燃える辛さ！」島根県産神出雲唐辛子（15倍相当の辛さ増強スパイス付）
  - 2015年版 「LEEレッドカレー」特製サルサソースブレンド
  - 2016年版 「＜30周年記念品＞スパイスオブザワールド」メキシコ産燻製唐辛子チポトレ、インド産超焙煎黒胡椒、和歌山県産ぶどう山椒。厚切り牛肉を従来品の約3倍使用。「ぐりこ・や」と通販サイト限定販売
  - 2017年版 「ガツンとスパイス」40数種のスパイスを増量（従来の30倍と比較してスパイス総量が1.3倍相当）。フライドガーリックと粗挽き黒胡椒を配合
  - 2018年版  ファッションブランド「Lee」コラボパッケージ。内容は2017年版に準ずる
  - 2019年版  内容は2018年版に準ずる
  - 2020年版 「芳醇スパイシー」島根県産神出雲唐辛子
  - 2021年版  内容は2020年版に準ずる
  - 2022年版  内容は2021年版に準ずる
  - 2023年版  期間限定の表記が消え通年販売となる。またこれまで通例であった30倍専用スパイスの表記がなくなり、代わりにキャンペーンの告知となる。キャンペーン終了後は2017年版と同じ「ガツンとスパイス」表記が復活（20倍と比較してスパイス総量1.5倍）
  - 2024年版  3種唐辛子のブレンド＆40数種スパイス配合

※懸賞の商品となったものには辛さ50倍のものもあった。
- 辛さ×20倍 大盛り 2024年リニューアル
- LEE ガーリックキーマカレー 辛さ×12倍 2021年発売 2024年リニューアル

過去の商品
- 辛さ×1倍 1986年発売
- 辛さ×5倍
- SUPER LEE(辛さ×10倍) 1987年発売
- 辛さ×10倍 大盛り (コンビニ限定) 1991年発売
- SUPER LEE 2003年発売
- ちょい食べLEEカレー(辛さ×10倍）スティックタイプ（30g×2本、×4本）2009年発売
- LEE キーマカレー（辛さ×10倍）2010年発売
- LEE なすのキーマカレー（辛さ×10倍）2012年発売
- LEE 辛さ×40倍(イオン限定) 2014年夏季限定発売
- LEE 辛さ×40倍(イオン限定) 「うまさ広がるスパイス」粗挽き唐辛子 2015年夏季限定発売
- LEE ブラックカレー(辛さ×10倍)2015年発売
- LEE ブラックカレー(辛さ×5倍)2016年発売
- LEE スパイスオブザワールド(辛さ×15倍)2016年夏季限定発売
- LEE 辛さ×7倍 ONE PIECE FILM GOLD (イオン限定) 黄金唐辛子 2016年夏季限定発売
- LEEスペシャル 香る余韻 辛さ×10倍 (Amazon限定) 粗挽きスパイスミックス 肉2倍 2019年7月から5個セット✕5,000セットの限定販売 2019年発売
- トムヤム風チキンカレー 辛さ×10倍 2019年発売
- 麻辣ビーフカレー 辛さ×10倍 2019年発売
- LEE スパイスチキンカレー 辛さ×8倍 2020年発売

## その他のLEE
- 過去には、レトルト商品の他にインスタントルウ商品も発売されており、×10倍と×20倍がラインナップされていた。
- グリコの販売するスナック菓子「コメッコ」のカレー味はLEEの辛さ×10倍の味を再現している。
- 2017年11月20日にセブン&アイ・ホールディングス系列限定販売で、エースコックとのタイアップ商品「ビーフカレーLEE 辛くて旨いカレーラーメン」が発売。こちらは名前は使ってはいるが、あくまでも味の再現であり、実際の本商品そのものは用いられていない。
- 2019年7月10日に相模屋とコラボした『豆乳たっぷりカレースンドゥブ』が発売。
- 2020年5月にリョーユーパンから、『LEE 辛さ✕30倍 カレーパン』が発売。